# Une voix dans la nuit
Cet article concerne le roman d' Armistead Maupin. Pour son adaptation par Patrick Setter en 2006, voir The Night Listener (film). Pour le film de Frank Lloyd sorti en 1921, voir Une voix dans la nuit (film).
Une voix dans la nuit (The Night Listener) est un roman écrit par Armistead Maupin paru aux États-Unis en 2000 aux éditions HarperCollins et en France en 2001 aux éditions de l'Olivier.
Il a été adapté au cinéma en 2006 sous le titre The Night Listener et réalisé par Patrick Stettner sur un scénario d'Armistead Maupin et Terry Anderson, avec dans les rôles principaux Toni Collette, Robin Williams et Rory Culkin. Ce film est inédit en France.

## Synopsis
Gabriel Noone, écrivain gay et chroniqueur nocturne sur une radio, reçoit un jour le manuscrit d'un livre écrit par un jeune garçon de 13 ans. De fil en aiguille, une relation virtuelle téléphonique se crée entre cet adolescent abusé durant son enfance et un écrivain à la dérive. Abandonné par son mari Jess depuis quelques semaines, Gabriel a lui, perdu toute inspiration pour l'écriture.

## Personnages
- Gabriel Noone, chroniqueur radio sur la National Public Radio, en couple avec Jess.
- Pete Lomax, né en 1985, abusé sexuellement durant son enfance par ses parents et d'autre adultes, a été adopté par Donna, une psychologue. Il a 13 ans au début du récit.
- Jess, ex-compagnon de Gabriel, il est aussi son collaborateur.
- Donna Lomax, mère adoptive de Pete et psychologue. Il l'a rencontrée à l'âge de 11 ans à la suite d'un appel passé à S.O.S enfance.
- Anna, secrétaire de Gabriel et fille de Deirdre Halcyon dite « Deedee » personnage secondaire des Chroniques de San Francisco.
- Ashe Findlay, l'éditeur qui envoie à Gabriel le manuscrit de Pete Lomax.